# Heterolaophonte oculata
Heterolaophonte oculata är en kräftdjursart som först beskrevs av Gurney 1927.  Heterolaophonte oculata ingår i släktet Heterolaophonte och familjen Laophontidae. Inga underarter finns listade i Catalogue of Life.